# Бауэр, Джонни
Джонни Уильям Бауэр (англ. John William Bower); имя при рождении Джон Уильям Кишкан (англ. John William Kiszkan) (8 ноября 1924, Принс-Альберт, Саскачеван, Канада — 26 декабря 2017, Торонто, Онтарио, Канада) — канадский хоккеист, выступавший на позиции вратаря. С клубом НХЛ «Торонто Мейпл Лифс» выиграл четыре Кубка Стэнли. 1 января 2017 года был включён в Список 100 величайших игроков НХЛ.
Участник Второй мировой войны.  Солгал о своём возрасте призывной комиссии, чтобы sit в 15 лет отправиться на фронт. Служил в Англии в качестве наводчика 2-й Канадской дивизии с 1940 по 1943 год. Его служба закончилась, когда он был уволен из-за ревматоидного артрита в руках.

## Семья
Был женат на Нэнси Бауэр. У супругов было трое детей (сын Джон, дочери  Синди и Барбара),  восемь внуков  и шесть правнуков.

## Смерть
27 декабря 2017 года Джонни Бауэр скончался на 94-м году жизни. Смерть наступила после непродолжительной борьбы с пневмонией.

## Награды и достижения
- Бауэр дважды становился обладателем «Везина Трофи» — приза лучшему голкиперу регулярного чемпионата НХЛ.
- В 1976 году он был введен в Зал хоккейной славы, в 2006 году — в Зал славы АХЛ.
- В 1998 году под номером 87 Бауэра включили в список 100 лучших игроков НХЛ по версии журнала The Hockey News.
- В 2005 году портрет Бауэра был помещён на 50-центовой монете, вышедшей в комплекте "Легенды «Торонто Мейпл Лифс».
- Рекордсмен АХЛ по продолжительности «сухой серии» — 249 минfanumут 51 секунда.
- Рекордсмен АХЛ по количеству вратарских побед — 359.
- 4-кратный обладатель «Лес Каннингэм Эворд» (самому ценному профессиональному североамериканскому хоккеисту).
- 3-кратный обладатель награды «Хэп Холмз Мемориал» (лучшему вратарю АХЛ).
- В 2017 году включён в Список 100 величайших игроков НХЛ по версии лиги.